# Ян Комбрінк
Ян Лоуренс Комбрінк (англ. Jan Lauwrens Combrinck; нар. 20 квітня 1995) — південноафриканський борець вільного та греко-римського стилів, чемпіон Африки та срібний призер чемпіонату Співдружності з вільної боротьби, бронзовий призер чемпіонату Африки, срібний призер Африканських ігор та бронзовий призер чемпіонату Співдружності з греко-римської боротьби.

## Спортивні результати на міжнародних змаганнях

### Виступи на Чемпіонатах Африки
| Змагання                         | Збірна | Вагова категорія                 | Місце  |
| -------------------------------- | ------ | -------------------------------- | ------ |
| Чемпіонат Африки з боротьби 2015 | ПАР    | греко-римська боротьба, до 59 кг | Бронза |
| Чемпіонат Африки з боротьби 2017 | ПАР    | вільна боротьба, до 61 кг        | 8      |
| Чемпіонат Африки з боротьби 2018 | ПАР    | вільна боротьба, до 57 кг        | Золото |

### Виступи на Африканських іграх
| Змагання              | Збірна | Вагова категорія                 | Місце  |
| --------------------- | ------ | -------------------------------- | ------ |
| Африканські ігри 2015 | ПАР    | греко-римська боротьба, до 59 кг | Срібло |

### Виступи на Чемпіонатах Співдружності
| Змагання                                | Збірна | Вагова категорія                 | Місце  |
| --------------------------------------- | ------ | -------------------------------- | ------ |
| Чемпіонат Співдружності з боротьби 2013 | ПАР    | греко-римська боротьба, до 60 кг | Бронза |
| Чемпіонат Співдружності з боротьби 2017 | ПАР    | вільна боротьба, до 57 кг        | Срібло |

### Виступи на Іграх Співдружності
| Змагання                | Збірна | Вагова категорія          | Місце |
| ----------------------- | ------ | ------------------------- | ----- |
| Ігри Співдружності 2018 | ПАР    | вільна боротьба, до 57 кг | 5     |

### Виступи на інших змаганнях
| Змагання                         | Збірна | Вагова категорія                 | Місце |
| -------------------------------- | ------ | -------------------------------- | ----- |
| Гран-прі Іспанії з боротьби 2015 | ПАР    | греко-римська боротьба, до 59 кг | 14    |

### Виступи на змаганнях молодших вікових груп
| Змагання                                       | Збірна | Вагова категорія                 | Місце  |
| ---------------------------------------------- | ------ | -------------------------------- | ------ |
| Чемпіонат Африки з боротьби серед кадетів 2010 | ПАР    | греко-римська боротьба, до 46 кг | Срібло |
| Чемпіонат Африки з боротьби серед кадетів 2012 | ПАР    | вільна боротьба, до 57 кг        | Золото |
| Чемпіонат світу з боротьби серед кадетів 2012  | ПАР    | вільна боротьба, до 58 кг        | 8      |
| Чемпіонат світу з боротьби серед кадетів 2012  | ПАР    | греко-римська боротьба, до 58 кг | 8      |
| Чемпіонат Африки з боротьби серед юніорів 2014 | ПАР    | греко-римська боротьба, до 60 кг | Бронза |
| Чемпіонат Африки з боротьби серед юніорів 2015 | ПАР    | греко-римська боротьба, до 60 кг | Срібло |
| Чемпіонат світу з боротьби серед юніорів 2015  | ПАР    | греко-римська боротьба, до 60 кг | 13     |